# Кортевег, Дидерик
Дидерик Иоханнес Кортевег (нидерл. Diederik Johannes Korteweg, 31 марта 1848, Хертогенбос, Нидерланды — 10 мая 1941, Амстердам, Нидерланды) — нидерландский математик, выполнивший первые работы по исследованию уравнения Кортевега — де Фриза.

## Биография
Кортевег родился в семье судьи в городе Хертогенбос. Начинал своё обучение в Делфтской политехнической школе, собираясь стать инженером, однако впоследствии любовь к математике заставила его бросить учёбу и стать школьным учителем математики. В 1878 году получил диплом доктора философии в Амстердамском университете с дипломной работой, посвящённой распространению волн в эластичных трубах.
С 1881 по 1918 годы Кортевег работал в Амстердамском университете в качестве профессора математики, механики и астрономии. В это время совместно со своим студентом Густавом де Фризом им была опубликована его самая известная работа «On the Change of Form of Long Waves advancing in a Rectangular Canal and on a New Type of Long Stationary Wave».

## Членство в общественных организациях в академиях
- член Нидерландской королевской академии наук
- член Нидерландского математического общества